# Oligosarcus jacuiensis
Oligosarcus jacuiensis es una especie de pez carácido de agua dulce que integra el género Oligosarcus. Habita en el centro-este de América del Sur.

## Taxonomía
Oligosarcus jacuiensis fue descrita para la ciencia en el año 2010, por los ictiólogos Naércio Aquino Menezes y Alexandre Cunha Ribeiro.
Localidad tipo
La localidad tipo referida es: “Estrela Velha, en las coordenadas: 29°15′46″S 53°14′05″O / -29.26278, -53.23472, río Yacuí, estado de Río Grande del Sur, Brasil”.
Holotipo
El ejemplar holotipo designado es el catalogado como: MCP 28980. Es una hembra adulta la cual midió 153 mm de longitud. Fue colectada por R. E. Reis, E. H. Pereira y V. A. Bertaco el 17 de noviembre de 2001.
Fue depositada en las colecciones del Museo de Ciencias y Tecnología de la Pontificia Universidad Católica de Río Grande del Sur (MCP), Porto Alegre, estado de Río Grande del Sur, Brasil.
Etimología
Etimológicamente el epíteto específico jacuiensis es un topónimo que refiere al río Yacuí, donde se recogieron la mayoría de los ejemplares que permitieron fundar formalmente esta especie.

## Características
Su cuerpo puede llegar a ser moderadamente grande para el promedio del género; el espécimen adulto de mayor tamaño de los capturados, midió 205 mm de largo total.
Morfológicamente, Oligosarcus jacuiensis es similar a O. varii, de la que se distingue por tener una región interorbital menos dilatada y las aletas pectorales más largas.
El número de escamas perforadas a lo largo de la línea lateral permite diferenciar a Oligosarcus jacuiensis de la mayoría de las especies del género Oligosarcus, excepto de O. jenynsii, O. perdido, O. solitarius, O. acutirostris y O. hepsetus; de las 3 últimas se diferencia por la ausencia de foramen en el premaxilar; de O. jenynsii por presentar un menor diámetro ocular y porque el extremo de la aleta pectoral no alcanza el origen de la aleta pélvica; difiere de O. perdido por la presencia de más series de escamas horizontales alrededor del pedúnculo caudal.

## Distribución geográfica
Esta especie se distribuye en la cuenca del río Yacuí, que discurre en las llanuras costeras del estado de Río Grande del Sur, en el sur de Brasil, así como en el alto río Uruguay, curso fluvial integrante de la cuenca del Plata.
Adscripción ecorregional
Ecorregionalmente, esta especie es exclusiva de las ecorregiones de agua dulce laguna dos Patos y Uruguay superior.
Especies simpátricas
Es un hecho bastante inusual que 4 especies del clado de tierras bajas del género Oligosarcus sean simpátricas en la cuenca del río Yacuí, además de Oligosarcus jacuiensis fueron citadas para esas aguas O. robustus Menezes, 1969, O. jenynsii (Günther, 1864) y O. varii Menezes & Ribeiro, 2015.
Estas especies habitan en ambientes acuáticos de regiones costeras de tierras bajas; morfológicamente tienen formas corporales muy similares y se las puede distinguir especialmente por diferencias merísticas y morfométricas.